# Estação Ferroviária de Vilar Formoso

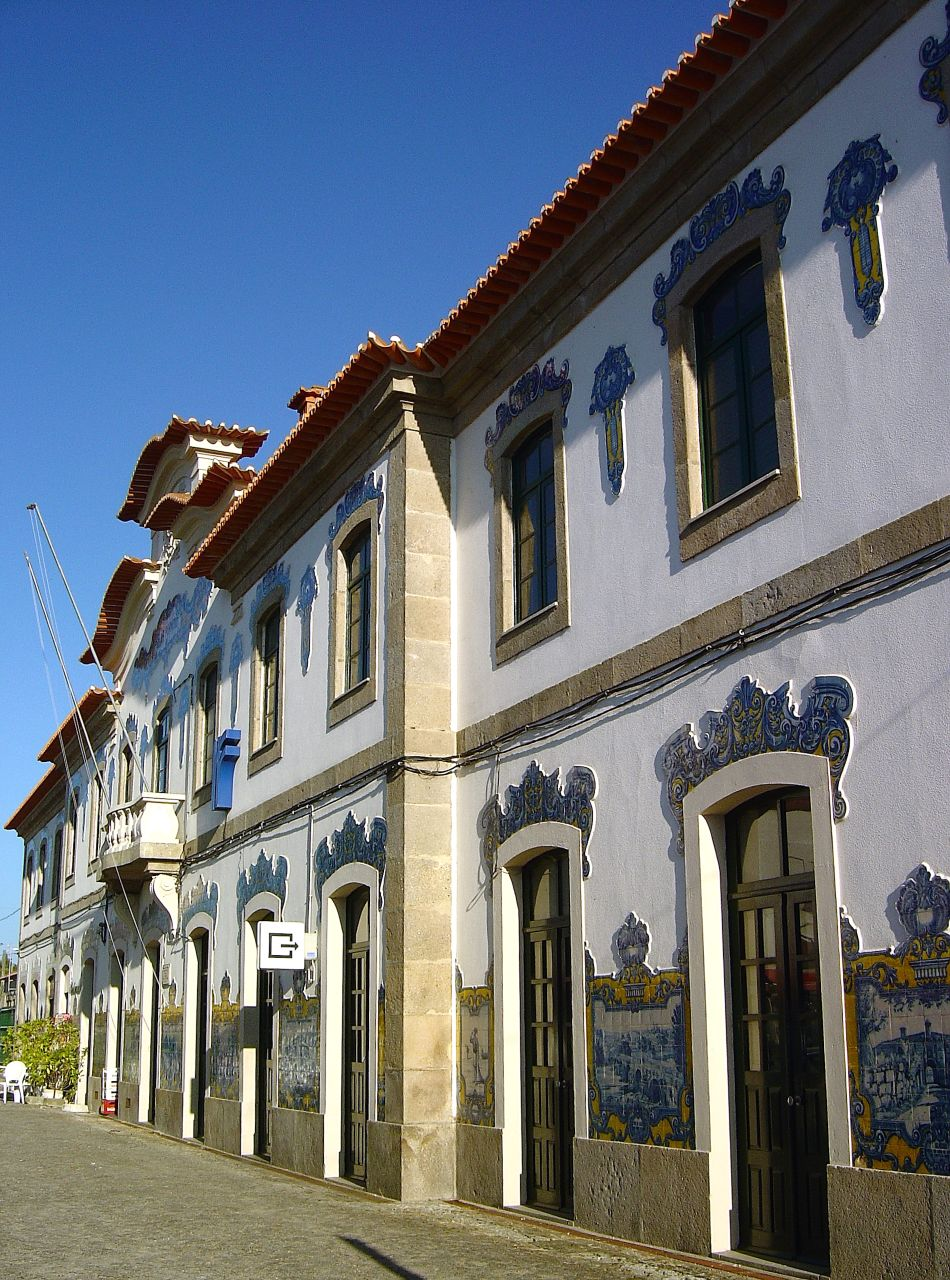
Fachada exterior da estação, em 2008.

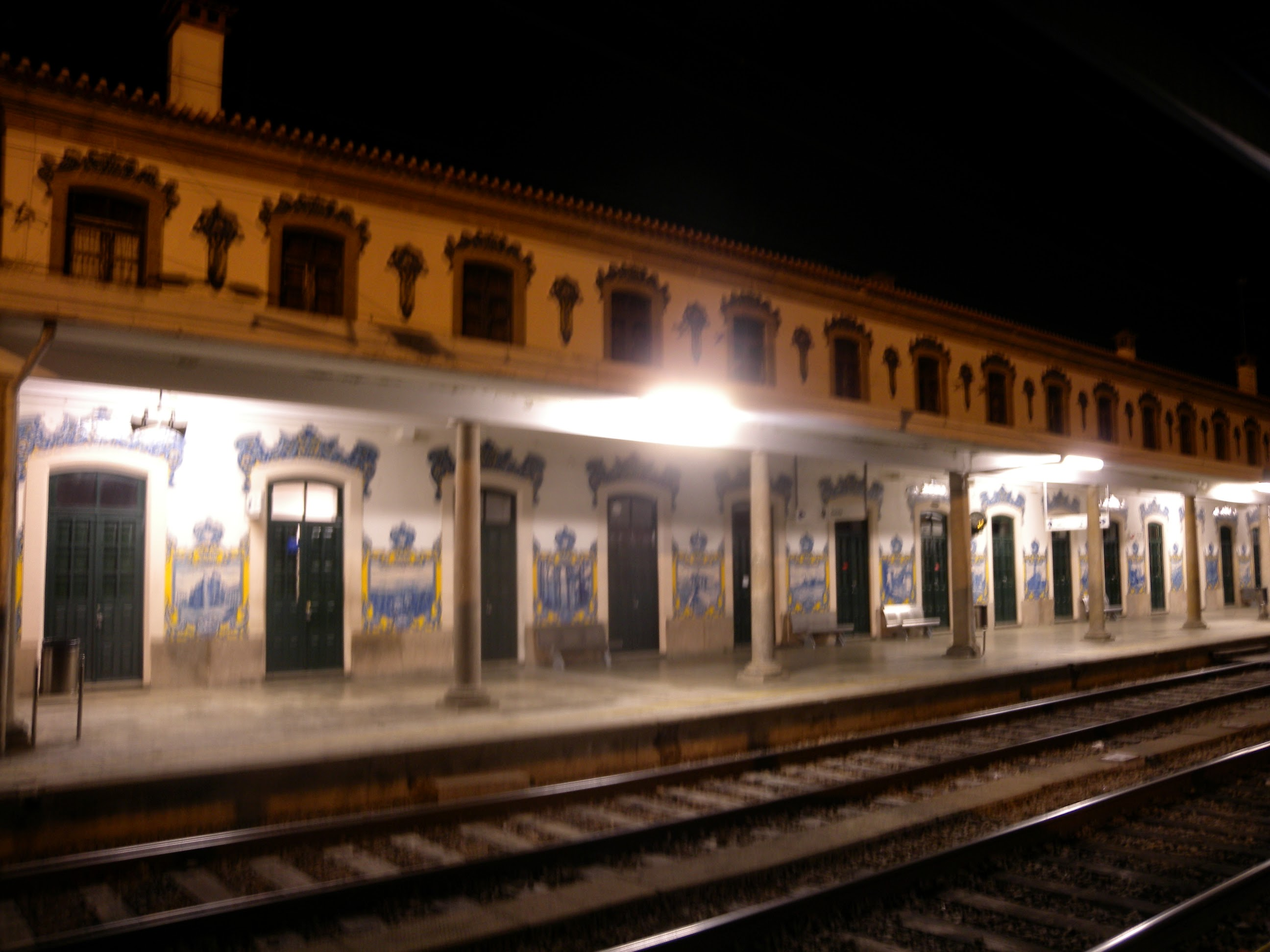
Vista da gare, à noite, em 2014.

A Estação Ferroviária de Vilar Formoso é uma interface da Linha da Beira Alta localizada na freguesia de Vilar Formoso, no Distrito da Guarda, em Portugal. É uma gare fronteiriça, servindo como centro operacional para os comboios entre Portugal e Espanha. Foi inaugurada em 1882.

## Descrição

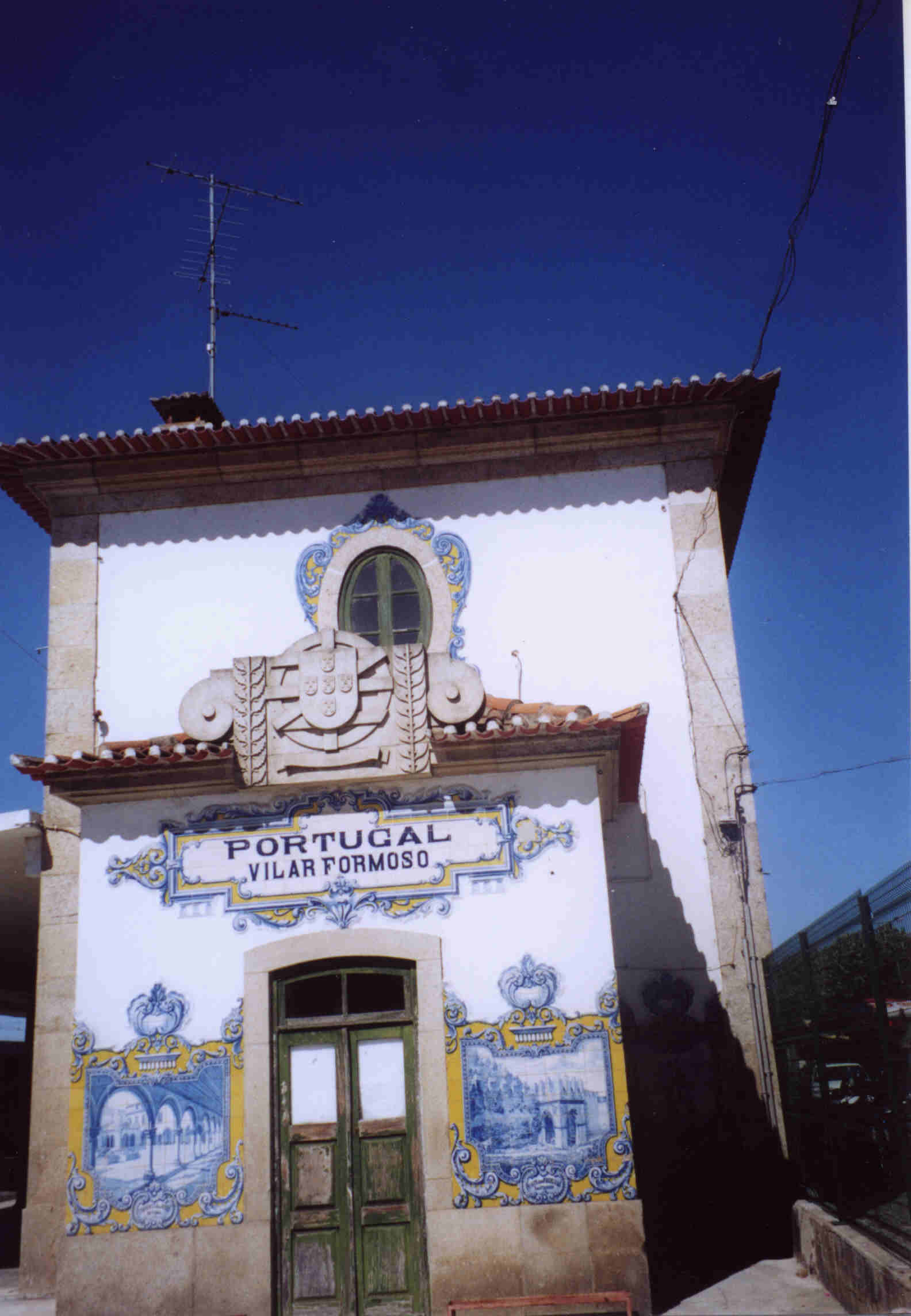
Fachada leste da estação, em 2005.

| Esta interface situa-se junto à Rua da Estação, na localidade de Vilar Formoso; a estação homóloga do lado espanhol, ligada por via ferroviária em acentuada curva (de PK 251+984, E-W, a PK 253+096, NE-SW), dista pouco mais de um quilómetro por via pedonal. |

### Infraestrutura
A estação de Vilar Formoso é um centro fronteiriço de operações ferroviárias, sendo considerada a principal ligação internacional ferroviária no país, facilitando o acesso à Europa transpirenaica. O ponto nominal da estação dista 267 m pela via férrea até ao ponto onde esta cruza a fronteira, distando este pouco menos de um quilómetro da fronteira homóloga do lado espanhol — Fontes de Onor.
A superfície dos carris ao PK 252+0 situa-se à altitude de 7895 dm acima do nível médio das águas do mar. Esta interface apresenta três vias de circulação (designadas I, II, e III) com comprimentos entre 557, 483, e 341 m, respetivamente, e acessíveis por plataformas de 350 e 371 m de comprimento alturas de 35 e 25 cm; existem ainda catorze vias secundárias (designadas IV, IVA, V, VIII (R2A), IX (R2B), X, XI (R1A), XII (R1B), XIII (R1C), XIV (R1D), XV (R1E), XVI (R1F), G1, e G2) com comprimentos entre 277 e 27 m, num total de 1948 m, algumas das quais eletrificadas em toda a sua extensão, outras apenas parcialmente, outras totalmente não eletrificadas — num total de 652 m.
Esta configuração, ainda que significativa, apresenta-se algo reduzida em comparação com a de décadas anteriores; constitui um Ramal de Estação centrado ao PK 251+98 e gerido pela Infraestruturas de Portugal, com tipologia «Linhas de Carga/Desc. DPF».
O edifício de passageiros situa-se do lado norte da via (lado esquerdo do sentido ascendente, a Salamanca). Os edifícios da estação estão decorados com painéis de azulejos, fornecidos pela Fábrica de Cerâmica da Viúva Lamego.

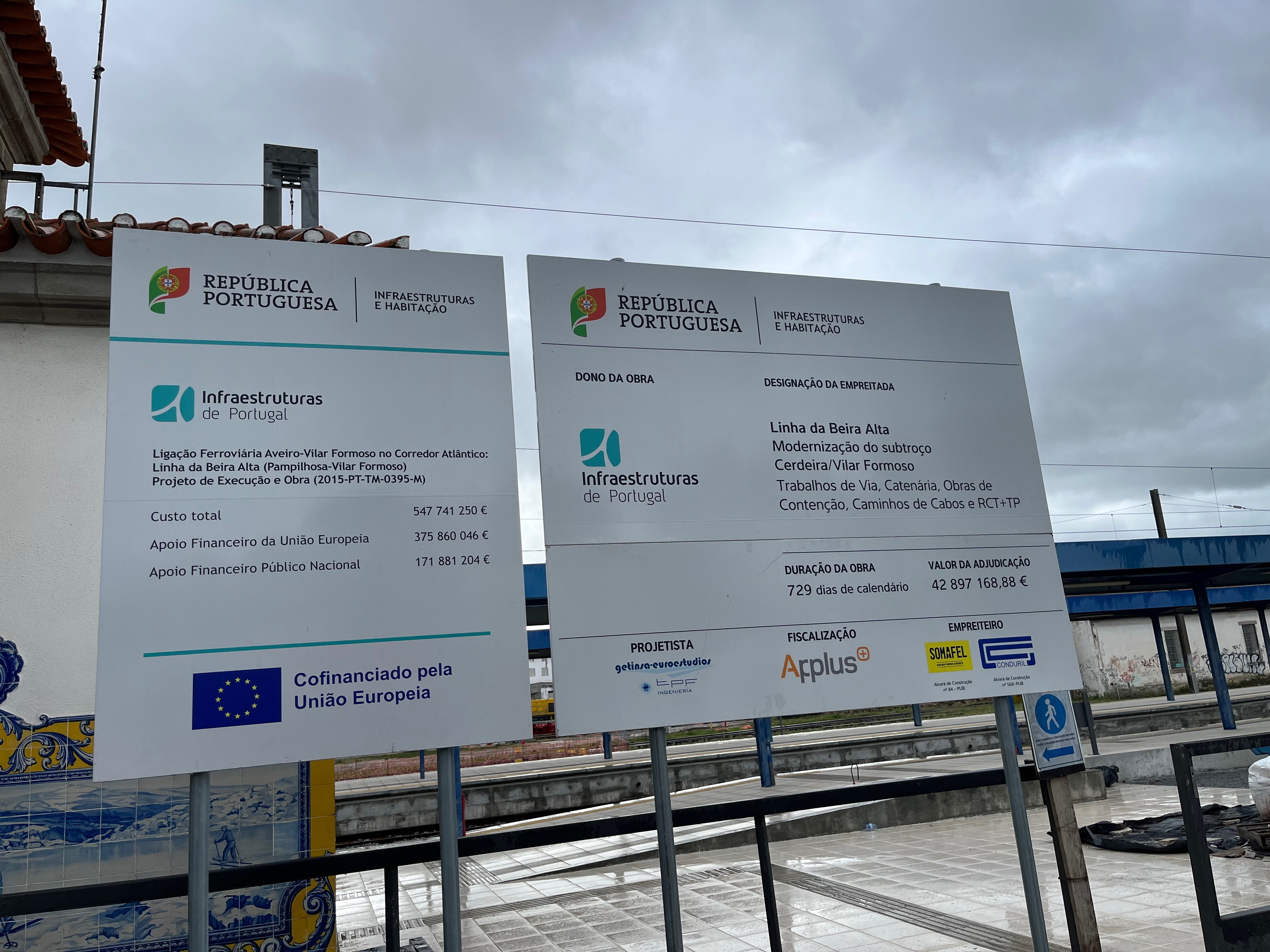
Avisos de obras, em 2023.

### Serviços
Por motivos do obras em toda a Linha da Beira Alta em 2022-2024, o serviço de passageiros a este interface é assegurado por via rodovária, com duas circulações diárias em cada sentido entre Guarda e Vilar Formoso.

## História

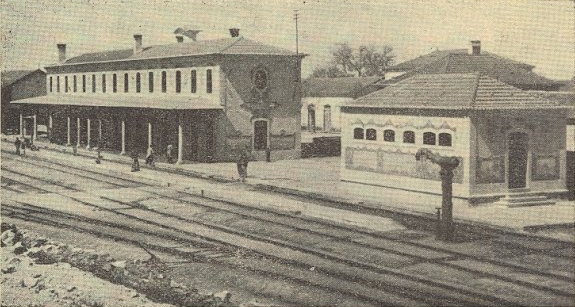
Fotografia antiga da estação.

### Século XIX

#### Planeamento e inauguração
Na década de 1860, iniciou-se o planeamento para uma linha transversal que partisse de Coimbra, passasse pela Covilhã e terminasse na fronteira, tendo o engenheiro Pedro Inácio Lopes proposto um traçado que seguia por Portela, foz do Rio Ceira, Estação Ferroviária de Miranda do Corvo, Estação Ferroviária de Lousã, Góis, Arganil, Oliveira do Hospital, Gouveia, Celorico da Beira e Vila Franca das Naves, e terminava na fronteira junto a Vilar Formoso. Este projecto não foi aceite, embora parte do percurso tenha sido posteriormente aproveitado pelo Ramal da Lousã. Ao mesmo tempo, também se iniciou a discussão sobre que directriz deveria ter a futura Linha da Beira Alta. Em 3 de Agosto de 1873, foi assinado um contrato para a exploração da Linha da Beira Alta, no lanço entre esta estação e Pampilhosa. Em 1878, durante o governo de Serpa Pimentel, foi aberto o concurso para o troço de Pampilhosa a Salamanca, passando por aqui.
O contrato definitivo para a construção sido assinado em 31 de Março de 1880. O lanço entre esta estação e Pampilhosa entrou ao serviço, de forma provisória, em 1 de Julho de 1882, tendo a Linha da Beira Alta sido inaugurada na sua totalidade, até à Figueira da Foz, no dia 3 de Agosto do mesmo ano, pela Companhia dos Caminhos de Ferro Portugueses da Beira Alta.

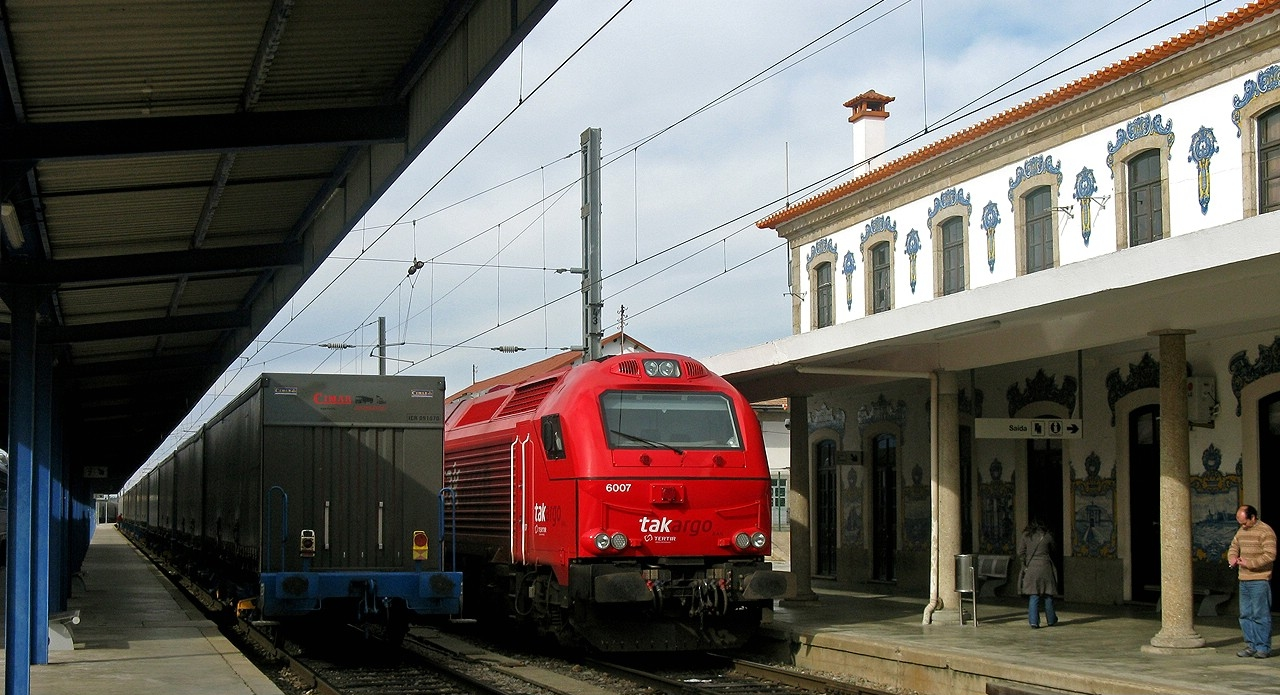
Comboios de mercadorias na estação, em 2010.

#### Ligação a Espanha
Uma lei autorizou o governo espanhol a concessionar uma via férrea de Salamanca à fronteira portuguesa, cujos estudos tinham sido feitos pela Société Financière, concessionária da Linha da Beira Alta e interessada na linha de Salamanca a Medina del Campo. Uma Real Ordem de 18 de Agosto de 1880 ordenou, por pedido do estado português, que a bifurcação dessa linha para Barca de Alva fosse fixada em Boadilla em vez de Ciudad Rodrigo, como tinha sido proposto pelas autoridades militares espanholas. O governo português pretendia que os troços até esta estação e Barca de Alva deviam ser concluídos ao mesmo tempo, no prazo máximo de três anos, prevendo que nesse espaço de tempo concluiria a Linha do Douro. No entanto, a Société Financière defendia que o prazo não deveria ser inferior a cinco anos, acreditando que esse era o tempo necessário para terminar a Linha do Douro. Estas exigências prendiam-se com o receio de que a ligação internacional fosse concluída por aqui antes da de Barca de Alva, e que dessa forma o movimento marítimo passasse a ser feito pela Figueira da Foz, onde a Linha da Beira Alta terminava, em detrimento do Porto. Por outro lado, previa-se que o movimento internacional seria muito intenso, o que traria um grande rendimento e beneficiaria bastante a Linha do Douro. Do lado português, a ideia de construir uma ligação fronteiriça por Barca de Alva foi criticada pela Associação dos Engenheiros Civis, que propunha em vez disso uma linha da Régua a Vila Franca das Naves, que, além de fornecer melhores condições ao tráfego internacional, também iria servir uma vasta região do país, e permitiria uma ligação alternativa à Ponte Maria Pia. Esta posição foi protegida por vários oradores no parlamento, destacando-se as duas exposições do deputado António Augusto de Aguiar na Câmara dos Pares. No entanto, os interesses políticos e financeiros pressionaram o governo a interferir no planeamento das linhas, o que resultou em graves problemas financeiros. Com efeito, após a construção das duas ligações internacionais, o prejuízo acumulado, acompanhado de uma crise internacional em 1893, teve efeitos nefastos nas empresas bancárias do Porto.

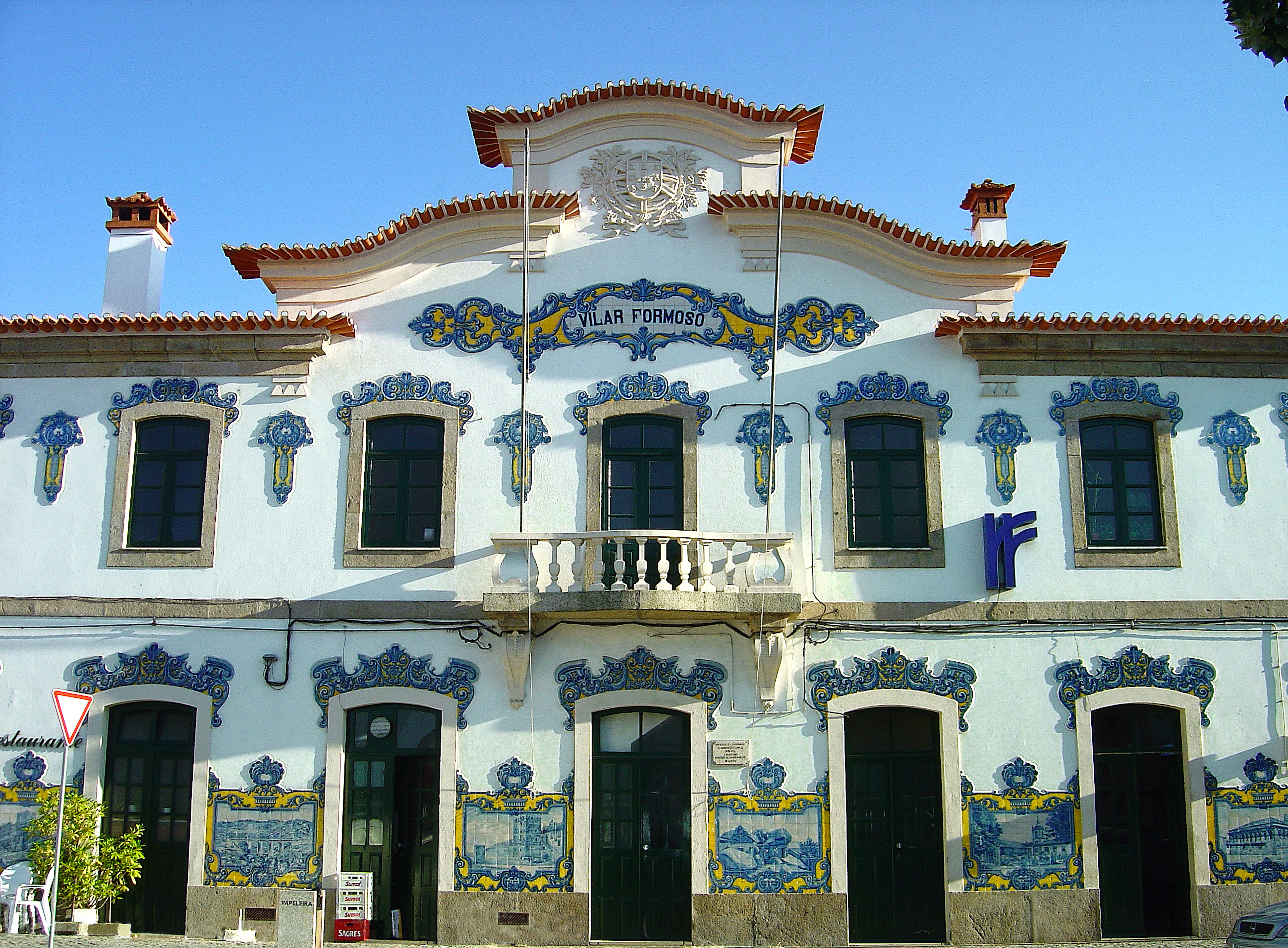
Fachada exterior da estação, em 2007.

Uma Real Ordem de 20 de Maio de 1881 aprovou o projecto desde esta estação a Salamanca, e determinou que posteriormente se escolheria o ponto de bifurcação. O orçamento para esta linha foi aprovado em 6 de Junho desse ano. Devido às reclamações do governo português, foi publicada uma Real Ordem em 3 de Novembro, que anulou a de 20 de Maio, e ordenou a abertura do concurso para ambas as linhas. O governo português, receando que o concurso ficasse deserto e que dessa forma a concessão fosse entregue à Société Financière, que, segundo a lei espanhola, tinha o direito à preferência, formou uma associação bancária do Porto, o Sindicato Portuense, para participar no concurso. Com efeito, o Sindicato foi o único concorrente, tendo recebido a concessão das duas linhas por uma Real Ordem de 30 de Setembro de 1881. Do lado português, o contrato entre o governo e o Sindicato Portuense foi assinado em 12 de Outubro de 1882. As obras decorreram com grandes dificuldades, tendo a Sociedade que recorrer sucessivamente ao crédito, que cada vez era mais difícil de obter, pelo que o Sindicato resolveu formar uma companhia, que financiasse a construção com a emissão de acções e obrigações, e com o subsídio do governo. Em Janeiro de 1885, foi constituída a Compañía de los Ferrocarriles de Salamanca á la Frontera de Portugal, que construiu ambos os troços. Assim, em 24 de Maio de 1886 foi inaugurada a Linha de Vilar Formoso a Medina del Campo, concluindo a ligação internacional.
Em 1895, o Sud Expresso começou a circular pela Linha da Beira Alta, servindo esta estação.

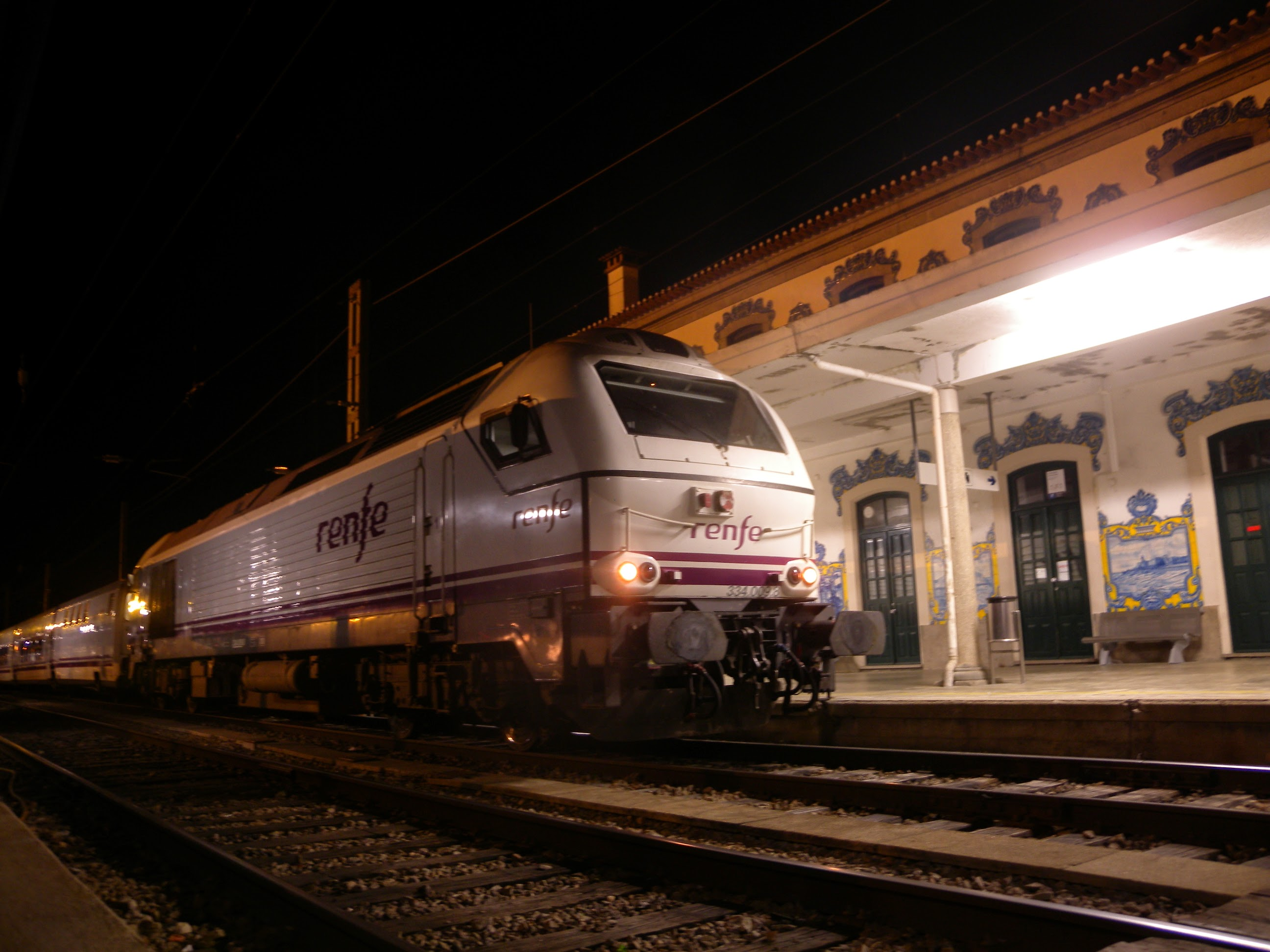
Comboio internacional de passageiros na estação, em 2014.

### Século XX

#### Década de 1910
Em 1913, existia um serviço de diligências desde a estação de Vilar Formoso até Almeida e Figueira de Castelo Rodrigo.

#### Expansão da estação
Em Janeiro de 1923, a Companhia da Beira Alta já tinha ordenado a construção de um hotel em Vilar Formoso. Em 1927, estavam previstas novas ligações ferroviárias internacionais, mas considerava-se que a mais importante continuaria a ser a de Vilar Formoso.
Em 3 de Junho de 1930, o jornal Diário de Lisboa noticiou que estava a ser construída uma estação telégrafo postal na gare de Vilar Formoso, embora tenha criticado o imóvel em si, afirmando que «a arquitectura do dito barracão deixa muito a desejar», em comparação com os outros edifícios existentes em geral nas estações ferroviárias, e tendo em conta a importância daquele local como ponto de entrada dos estrangeiros no país. Em 1932, a Companhia fez grandes obras de reparação no edifício desta estação, e instalou uma central eléctrica a óleo, para iluminar o complexo e fornecer energia para a ponte de inversão das locomotivas e para a bomba de elevação de água para o depósito de abastecimento. No ano seguinte, realizou várias obras no cais coberto, tendo a estrutura de madeira sido substituída por uma alvenaria, e sido instaladas portas de correr e um escritório envidraçado no interior. Nos finais desse ano, a Companhia anunciou que iriam ser feitas grandes obras nesta estação, como a instalação de um posto telégrafo postal. Em meados de 1935, a Companhia da Beira Alta inaugurou um despacho central na vila de Almeida, com serviços de camionagem até esta estação, para o transporte de passageiros, bagagens e mercadorias.
Um diploma do Ministério das Obras Públicas e Comunicações de 29 de Junho de 1936 reduziu de 50.000$00 para 33.000$00 a comparticipação dada à Companhia da Beira Alta para obras de expansão e embelezamento da estação. Em 12 de Setembro desse ano, a Companhia da Beira Alta abriu um concurso na Figueira da Foz, para o fornecimento de azulejos artísticos para a estação, que foram instalados, em 1940. Um diploma do Ministério das Obras Públicas de 14 de Julho de 1937 ordenou que o valor para as obras da estação fosse reforçado em 24.045$00. Em finais de 1939, o Secretariado de Propaganda Nacional instalou um posto de informação aos turistas na estação, tendo a inauguração contado com a presença de António Ferro.
Entre 1942 e 1943, o restaurante da estação mudou de gerência, tendo conseguido aumentar a procura, e os novos donos também instalaram um hotel junto à estação, que em Novembro de 1949 já estava a funcionar. Este estabelecimento estava situado do lado das vias oposto ao edifício da estação, pelo que se retomou a ideia de construir uma passagem superior sobre as vias junto ao cais do tráfego internacional, que já algum tempo estava projectada, e que não só facilitaria o acesso ao hotel, mas também traria mais segurança aos habitantes, que tinham de atravessar as linhas, provocando igualmente embaraços ao trânsito ferroviário.

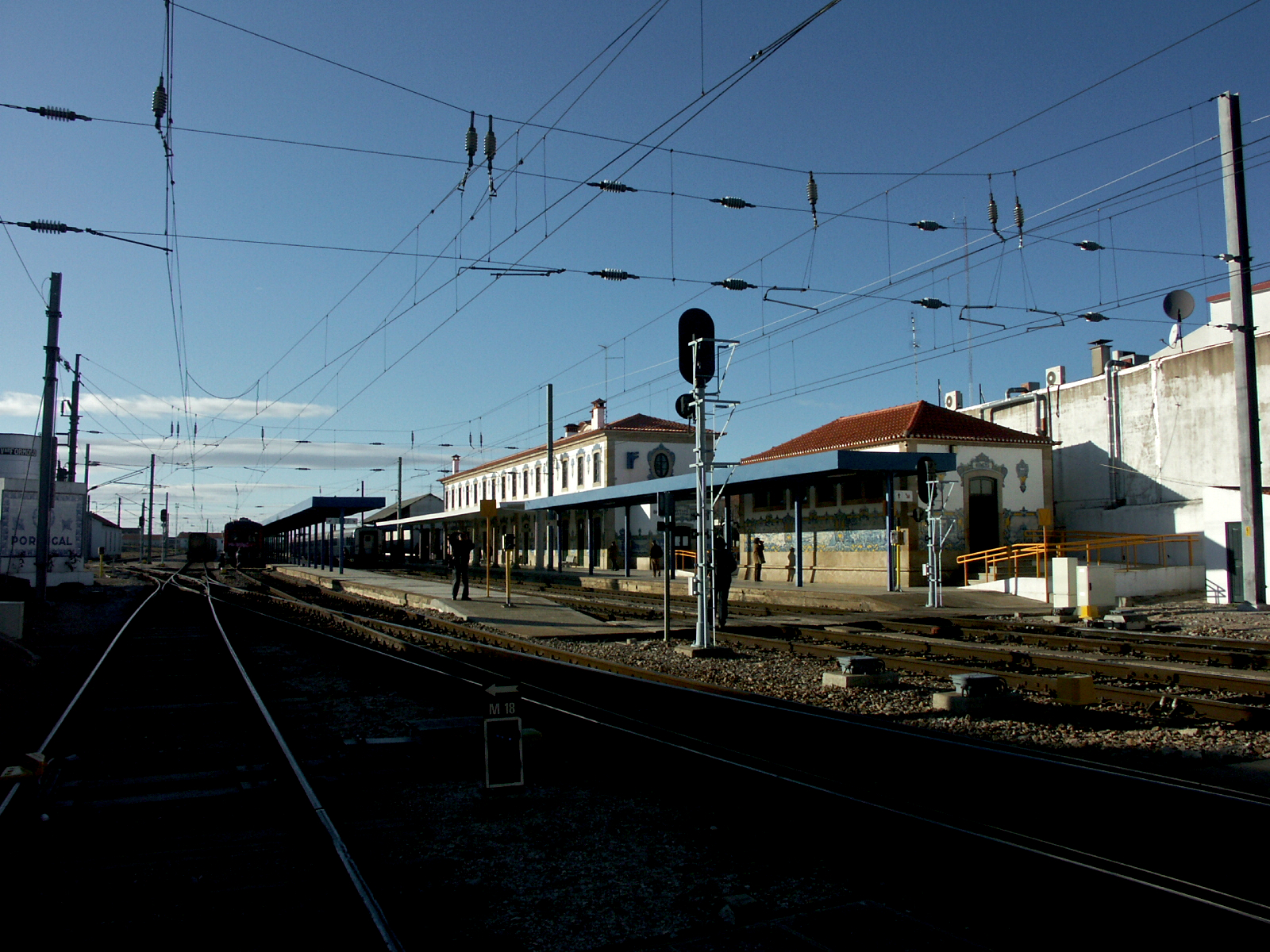
Vista geral da estação, em 2007.

#### Ligação projectada à Linha do Douro
Na década de 1950, o escritor José da Guerra Maio defendeu a construção de um caminho de ferro entre Vilar Formoso e Côa, para reduzir a distância entre a cidade do Porto e Salamanca.

#### Modernização
Em 1990, foi realizado o concurso para a instalação do sistema de sinalização automática e de equipamentos de apoio à exploração no troço entre Vilar Formoso e Pampilhosa, no âmbito do Plano de Modernização da Rede dos Caminhos de Ferro Portugueses. Este programa contemplou igualmente a remodelação das vias e das plataformas da estação. Um dos objectivos era reduzir os tempos de percurso, de forma a que a viagem até Lisboa demorasse menos cerca de duas horas. Em 1991, em Vilar Formoso eram realizadas mudanças de locomotivas entre as operadoras Caminhos de Ferro Portugueses e Red Nacional de Ferrocarriles Españoles. Em termos de passageiros, era servida pelo Sud Expresso, que passava sempre de noite, e por comboios regionais de passageiros, que a ligavam à Guarda.

Em 1996, entraram ao serviço os sistemas de sinalização automática e de telecomunicações entre Vilar Formoso e Pampilhosa, e no ano seguinte começaram a circular os comboios a tracção eléctrica desde este ponto até à Guarda.

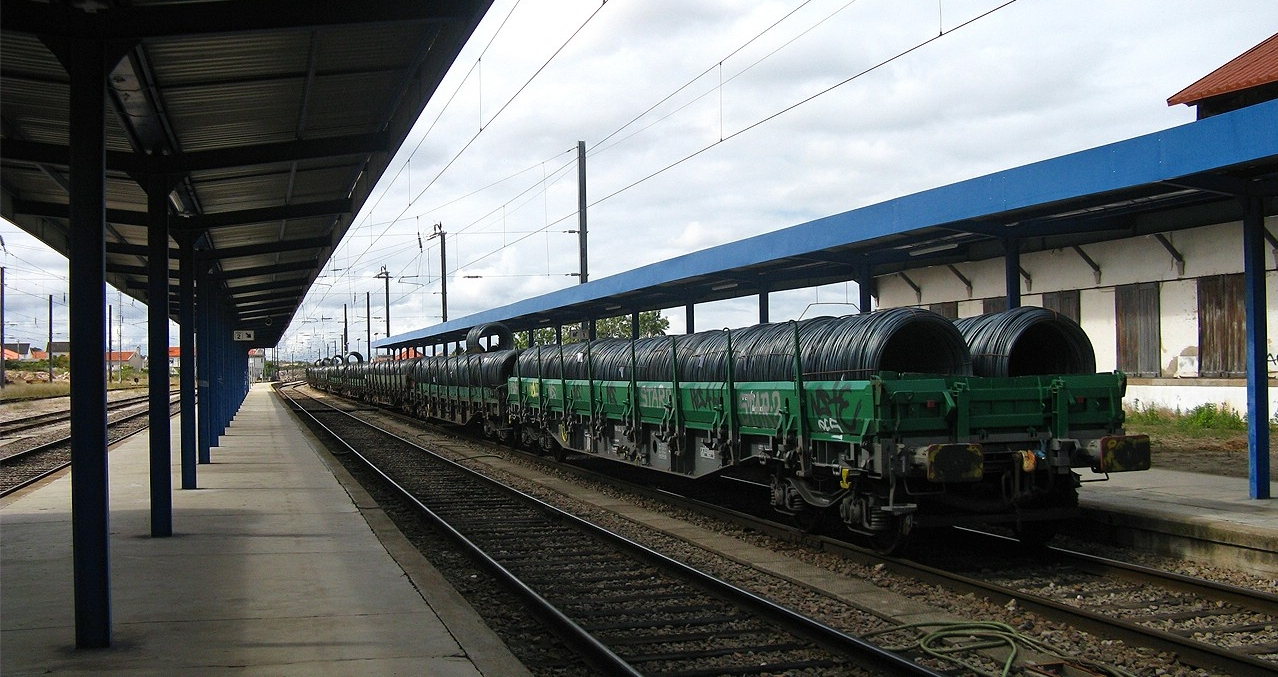
Vagões na estação, em 2009.

### Século XX
Em Janeiro de 2011, contava com cinco vias de circulação, com comprimentos entre os 583 e 211 m, e as três plataformas tinham 375 e 317 m de extensão, e 35 e 25 cm de altura. — valores mais tarde alterados para os atuais.

## Ver também

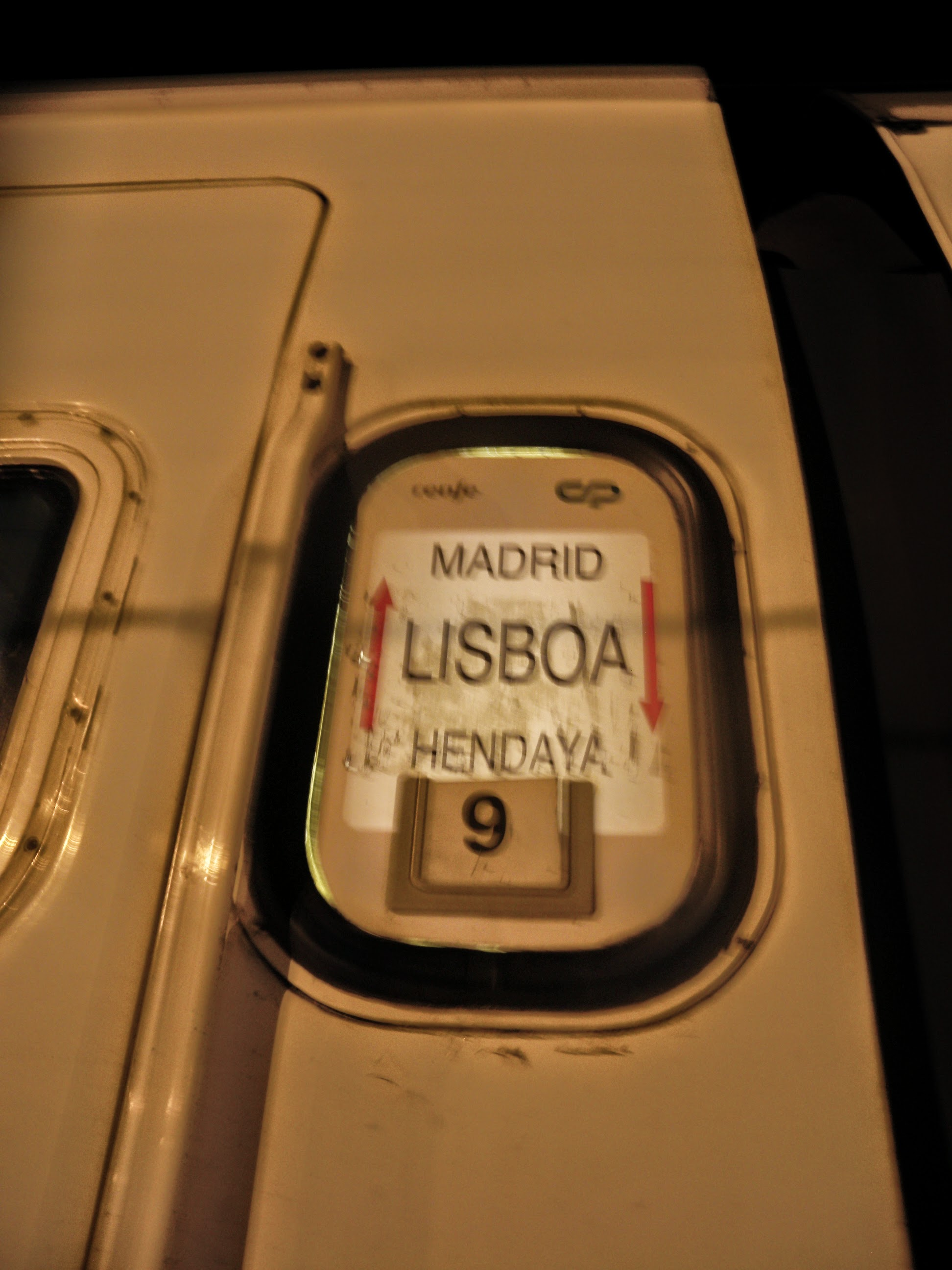
Comboio internacional de passageiros, em 2014.